# ライアン・ブレイニー

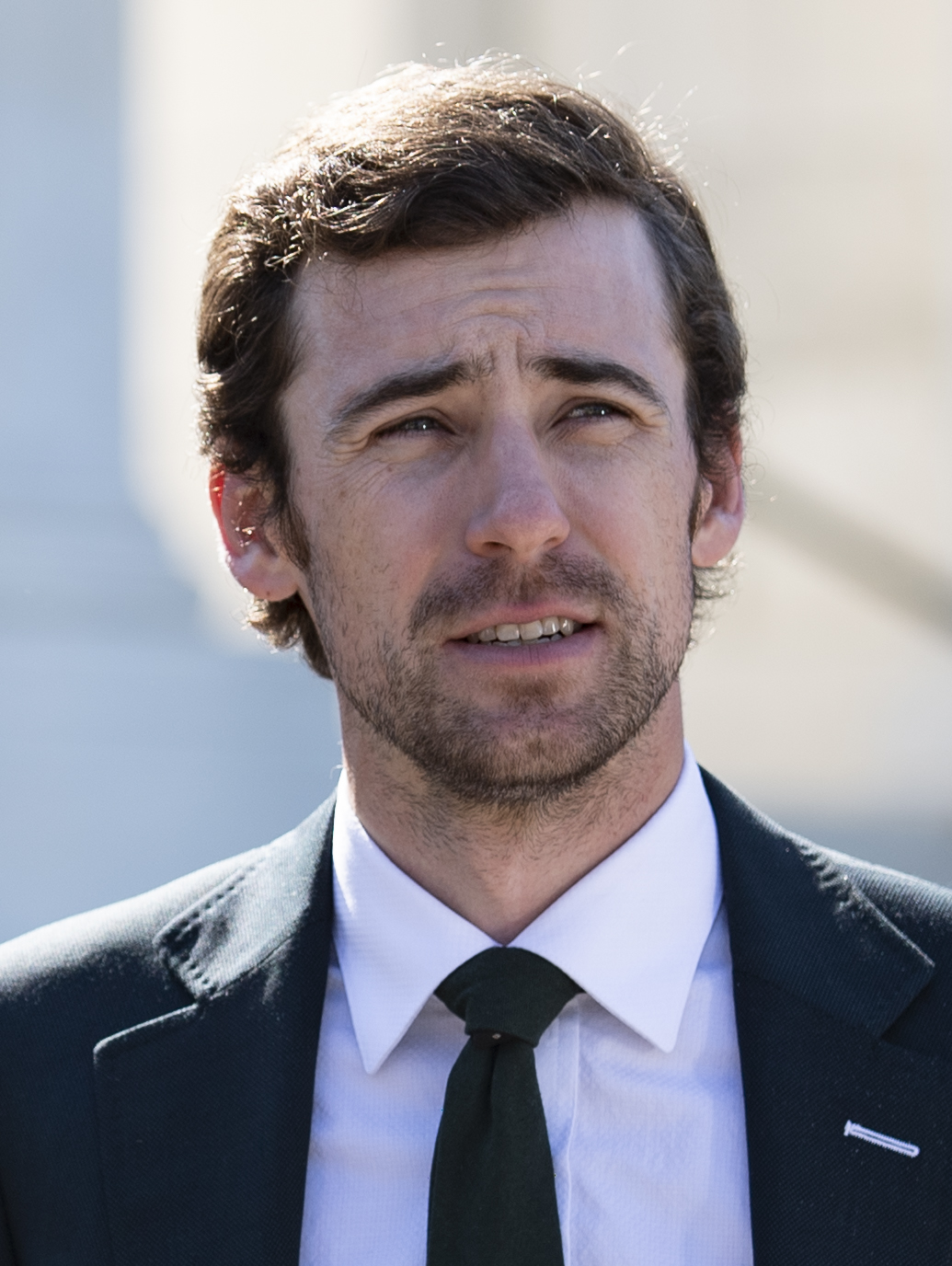
2024

ライアン・マイケル・ブレイニー（Ryan Michael Blaney, 1993年12月31日- ）は、アメリカ合衆国のストックカーレーシングドライバー。2018年現在、チーム・ペンスキーよりモンスターエナジー・NASCARカップ・シリーズにカーナンバー#12で参戦中。父親はNASCARドライバーのデイヴ・ブレイニー。

## 経歴

### NASCAR
2011年にNASCAR下位シリーズに17歳でデビューすると早くから頭角を現し、NASCAR K&Nプロ・シリーズ・ウエストではシリーズ1戦のみの参戦であったが第14戦フェニックスでNASCAR初勝利を挙げる。
2012年、ネイションワイド・シリーズにトミー・ボールドウィン・レーシングから参戦。デビュー戦となった第7戦リッチモンドでは7位フィニッシュと好成績をおさめる。同年はブラッド・ケセロウスキー・レーシングからキャンピング・ワールド・トラック・シリーズにも参戦し、第15戦アイオワで初勝利を挙げる。18歳8ヶ月15日での勝利は2005年のカイル・ブッシュによる20歳18日の記録を破る最年少勝利記録となった
2014年、NASCAR最高峰のスプリントカップ・シリーズにチーム・ペンスキーからスポット参戦として2戦に出場。第11戦カンザスでは27位、第32戦タラデガは22位で完走する。
2015年はウッド・ブラザーズ・レーシングに移籍し、カーナンバー21のフォード・フュージョンで全36戦中16戦に出場。
2017年、モンスターエナジー・NASCARカップ・シリーズ第14戦ポコノでカップ戦初勝利を挙げる。なお、この時ビクトリーレーンでインタビューをしたのはキャンピング・ワールド・トラック・シリーズ時代の師匠、ブラッド・ケセロウスキーである。
2018年シーズンより再びチーム・ペンスキーに戻り、ケセロウスキー、ジョーイ・ロガーノとの3台体制となる。開幕戦デイトナ500では勝利は逃したもののステージ2を制した。

## その他
2017年公開のディズニー/ピクサー製作のアニメーション映画、『Cars 3（邦題：カーズ/クロスロード）』ではブレイニー本人をモデルとしたキャラクター、ライアン・"インサイド"・レイニー役で声優として出演している。